# Staad SG
| SG ist das Kürzel für den Kanton St. Gallen in der Schweiz. Es wird verwendet, um Verwechslungen mit anderen Einträgen des Namens Staad zu vermeiden. |

Luftbild aus 250 m von Walter Mittelholzer (1930)

Staad ist ein Dorf in der politischen Gemeinde Thal im Kanton St. Gallen in der Schweiz und bildet zusammen mit Buechen eine Einheit und eine Kirchgemeinde.

## Geographie
Staad liegt am Bodensee an der Staatsstrasse und an der Bahnstrecke Rorschach–St. Margrethen, das vom See weggerückte Buechen liegt etwas höher unmittelbar nördlich der Autobahn A1. Strasse, Eisenbahn und Bodenseeufer verhinderten die Entstehung eines kompakten Dorfkerns. Bekannt ist der blaugrüne Staader Sandstein, der nahe dem Schloss Wartensee gebrochen wird.

## Geschichte

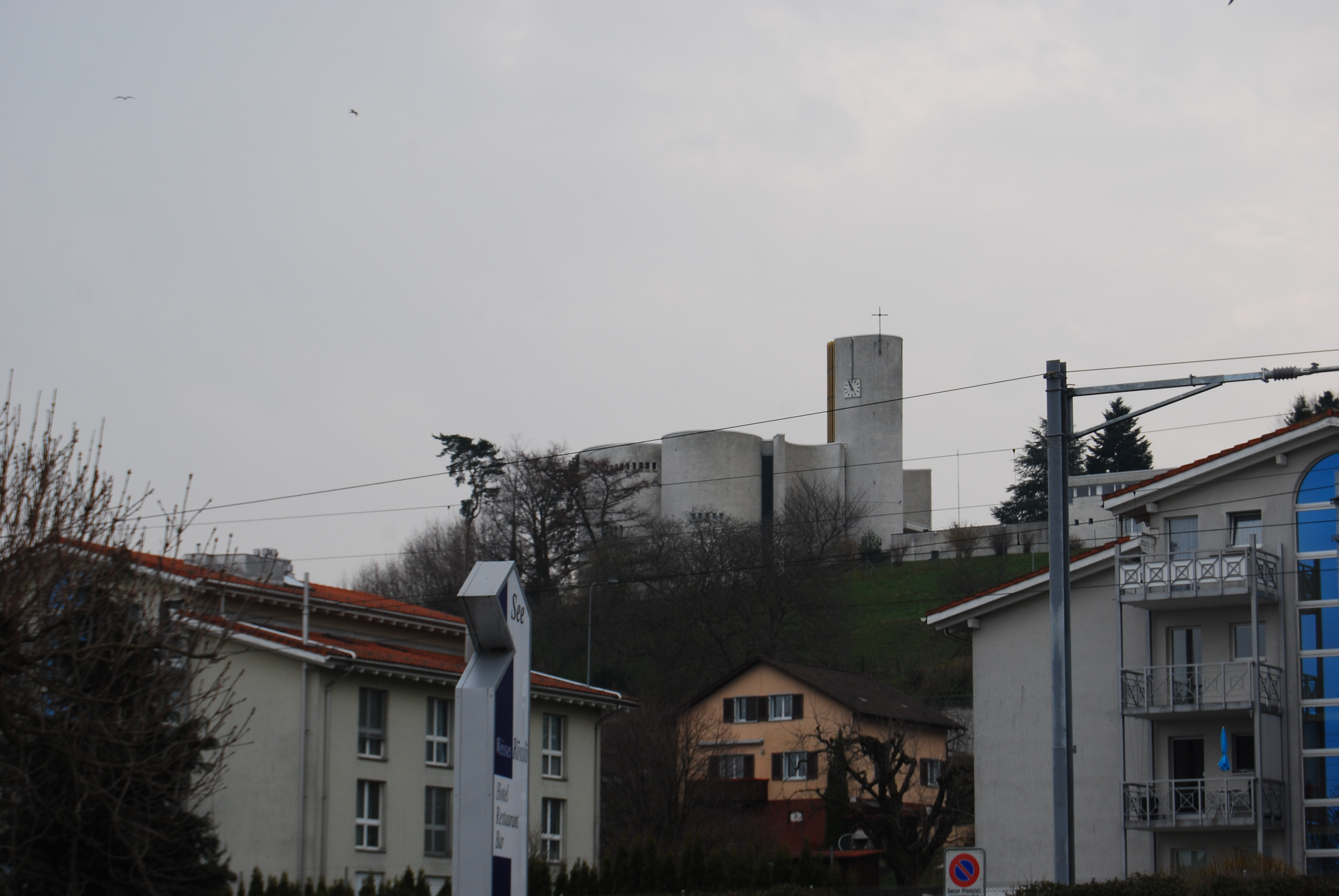
1968 eingeweihte Pfarrkirche Buechen-Staad

Erstmals wurde das 1421 als Stad erwähnt. 1499 wurde Staad durch schwäbische Truppen geplündert und niedergebrannt. Oberstaad gehörte zum Niedergericht Thal, Unterstaad zum fürstäbtischen Gericht Rorschach. In Buechen stand schon im Spätmittelalter eine Kapelle, die 1966 abgebrochen wurde. 1709 wurde für die Gläubigen in  Altenrhein und Staad die evangelische Kirche Buechen eingeweiht. 1803 kam Staad an die Gemeinde Thal, 1805 Unterstaad an die Gemeinde Rorschacherberg. 1831 bis 2003 gehörte Staad zum Bezirk Unterrheintal.
Die Einwohner von Staad lebten von der Fischerei und dem Abbau von Sandstein in Buechen. Seit 1858 besteht eine Station an der Bahnlinie Rorschach–Rheineck, seit 1902 der Hafen. 1874 bis 1940 war Glockengiesserei Egger in Staad tätig. Nach 1900 führte das Aufkommen von Kunststein zu einem wirtschaftlichen Einbruch, 1920 nahm eine Kunststeinfirma den Betrieb auf. 1933 wurde die katholische Kirchgemeinde Buechen-Staad gegründet und 1968 die neue Pfarrkirche auf dem Wartbüchel eingeweiht. Seit 1970 wächst Staad mit dem expandierenden Buechen zusammen.

### Bevölkerung

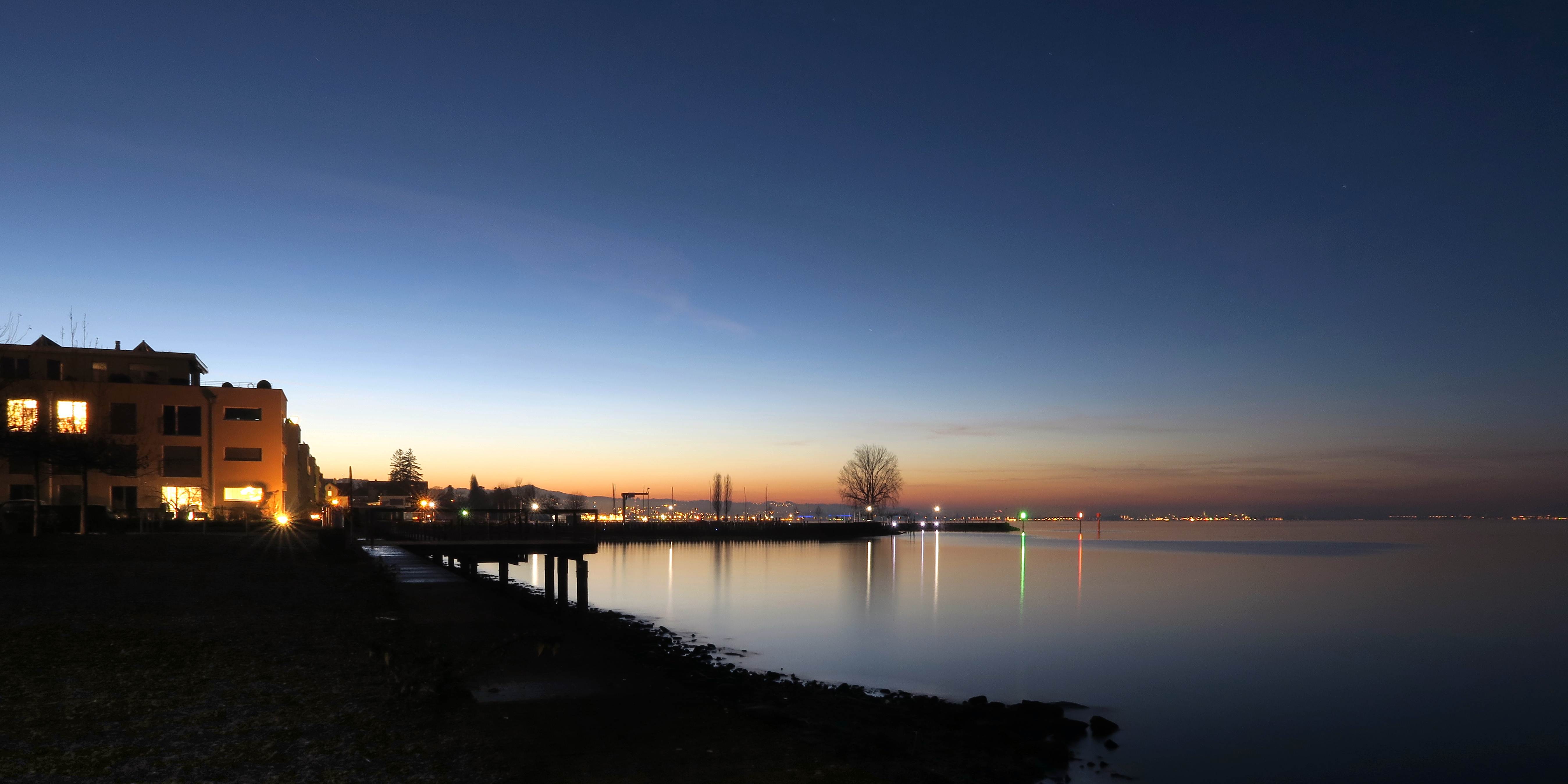
Bodenseeufer in Staad

| Bevölkerungsentwicklung Staad | Bevölkerungsentwicklung Staad | Bevölkerungsentwicklung Staad | Bevölkerungsentwicklung Staad | Bevölkerungsentwicklung Staad |
| ----------------------------- | ----------------------------- | ----------------------------- | ----------------------------- | ----------------------------- |
| Jahr                          | 1834                          | 1980                          | 1991                          | 2000                          |
| Einwohner                     | 360                           | 1345                          | 2237                          | 2412                          |

## Verkehr
Das Dorf wird durch die A1 (Ausfahrt 85 Rheineck)  und den Bahnhof Staad SG an der Bahnstrecke Rorschach–Chur erschlossen.
Ein Umschlagterminal für den kombinierten Verkehr wird von Galliker Transport betrieben.

## Sehenswürdigkeiten
- Markant sind die Schlösser Blatten, Greifenstein und Risegg im Ortsteil Buechen:

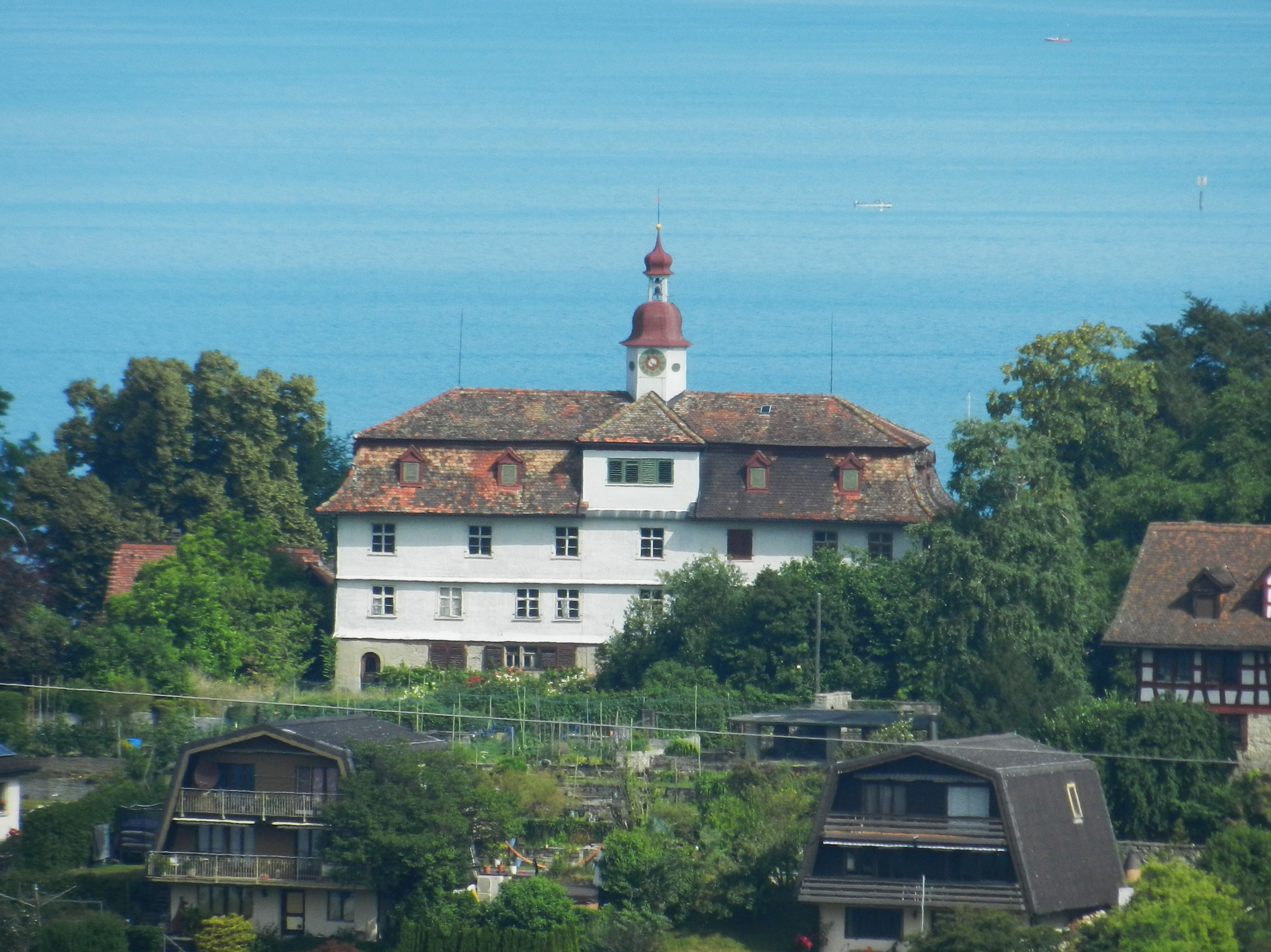
Schloss Blatten
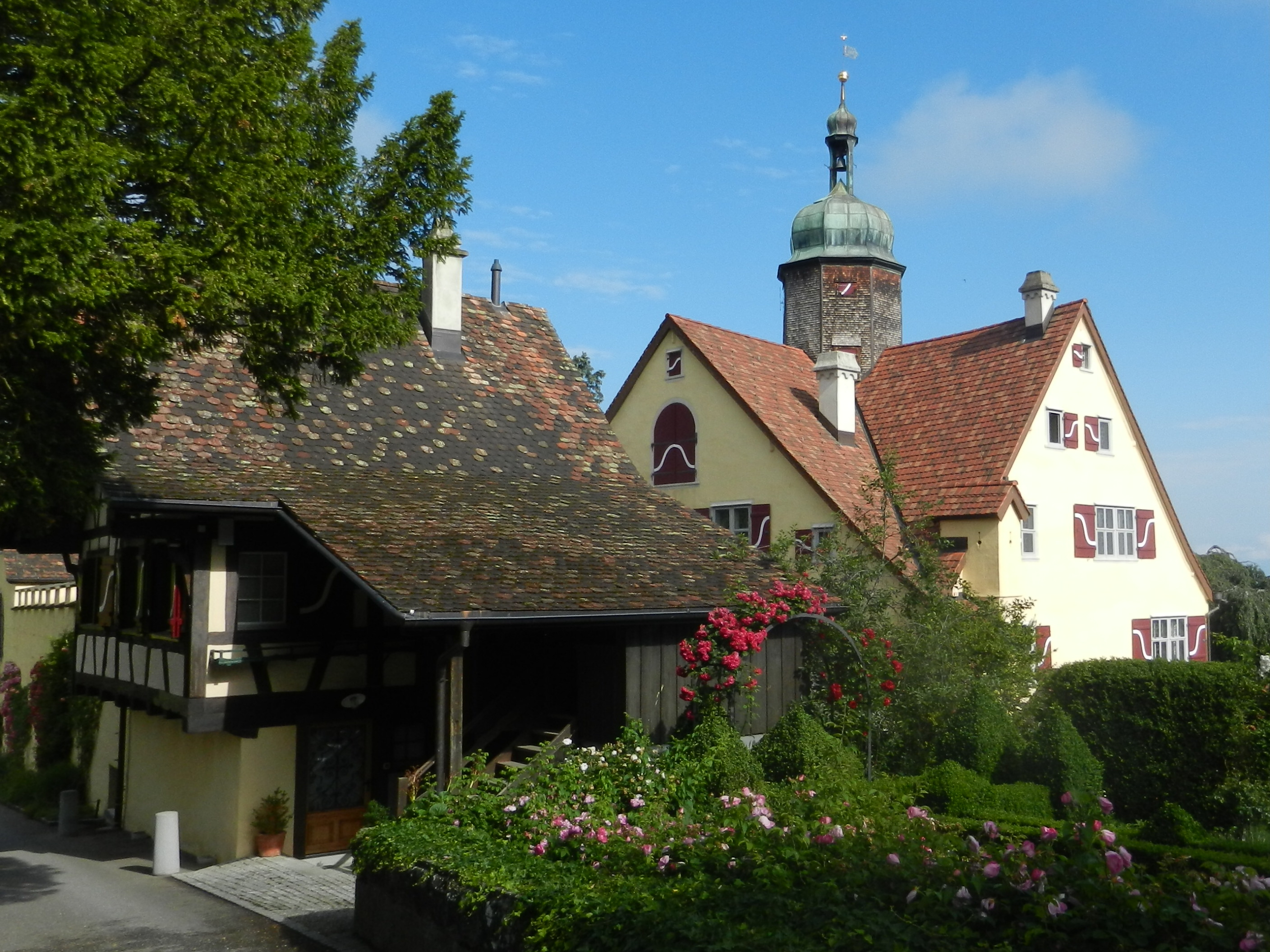
Schloss Greifenstein
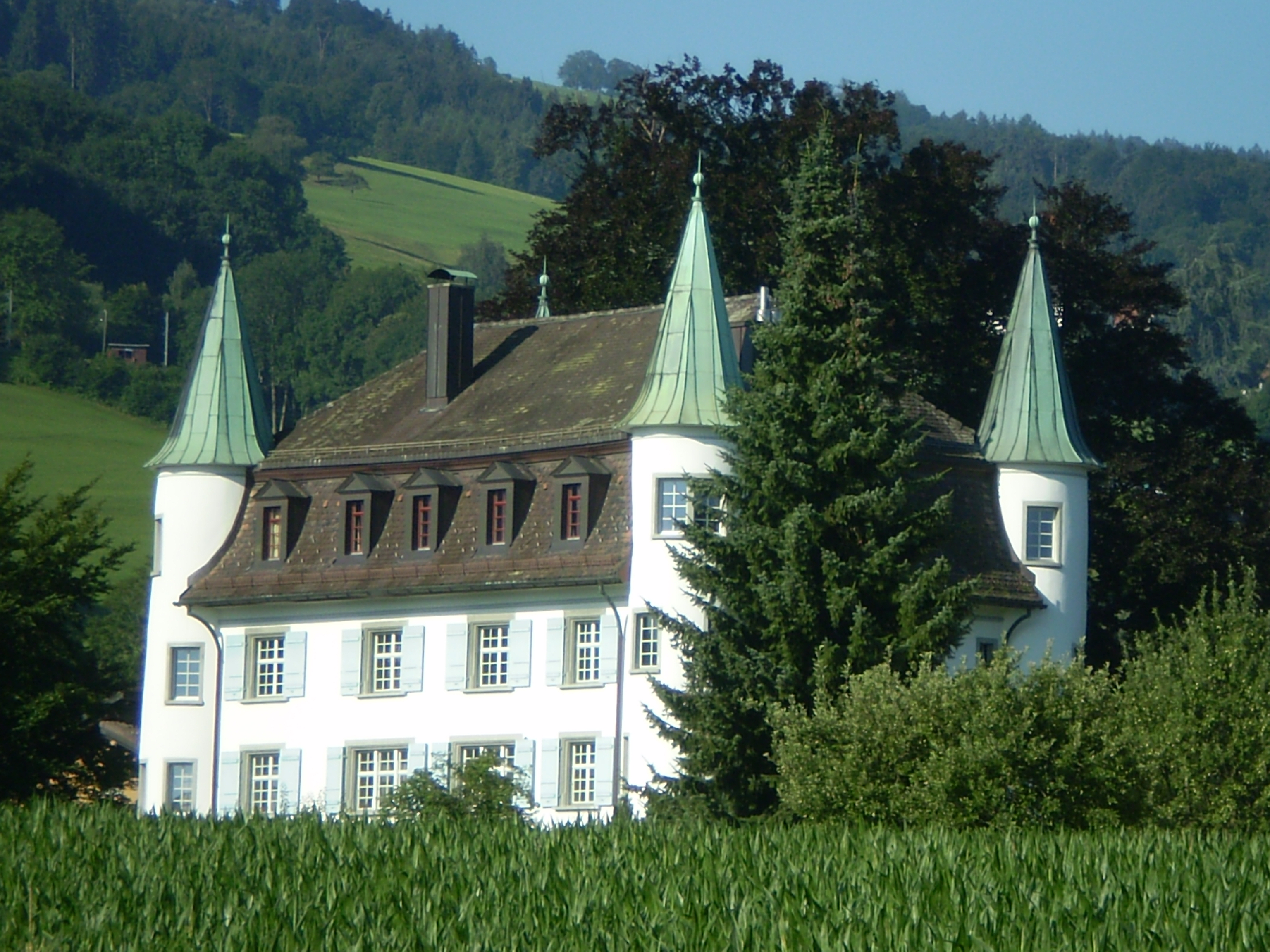
Schloss Risegg

- Auf einer Anhöhe von Staad steht weithin sichtbar die römisch-katholische Christkönigskirche, ein moderner Zentralbau mit konkaven und konvexen Mauerschalen, die, von oben betrachtet, eine Krone nachbilden. Die Kirche wurde 1967 nach Plänen der Architekten Bächtold + Baumgartner gebaut und am 24. März 1968 eingeweiht. Der ovale Turm enthält ein Salve-Regina-Geläute in der Schlagtonfolge es1 – g1 – b1 – c2.
- Die Hundertwasser-Markthalle befindet sich am Kreisverkehr zwischen Staad und Altenrhein. Die Markthalle Altenrhein wurde in den Jahren 1998 bis 2002 gebaut nach Idee und Konzeption des Künstlers Friedensreich Hundertwasser. Geplant wurde sie vom Architekten Peter Pelikan. Ein Blickfang sind die vier vergoldeten Turmkuppeln. Im Erdgeschoss befindet sich die Halle mit bunten kegelförmigen Säulen. Sie wird auch für Events genutzt. Dort gibt es auch eine Ton- und Lichtschau über die Architektur Hundertwassers. Das Dachgeschoss ist begrünt und begehbar.[5]
- Schulhaus Buechen von Angela Deuber und Maurus Schifferli mit Conzett Bronzini Gartmann

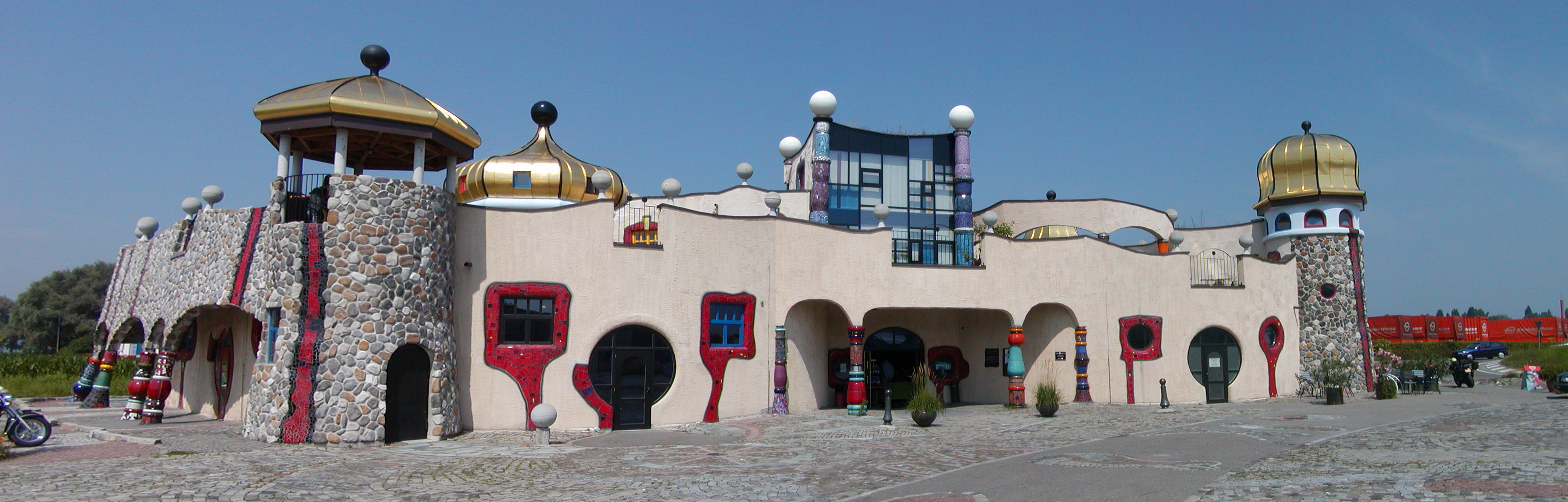
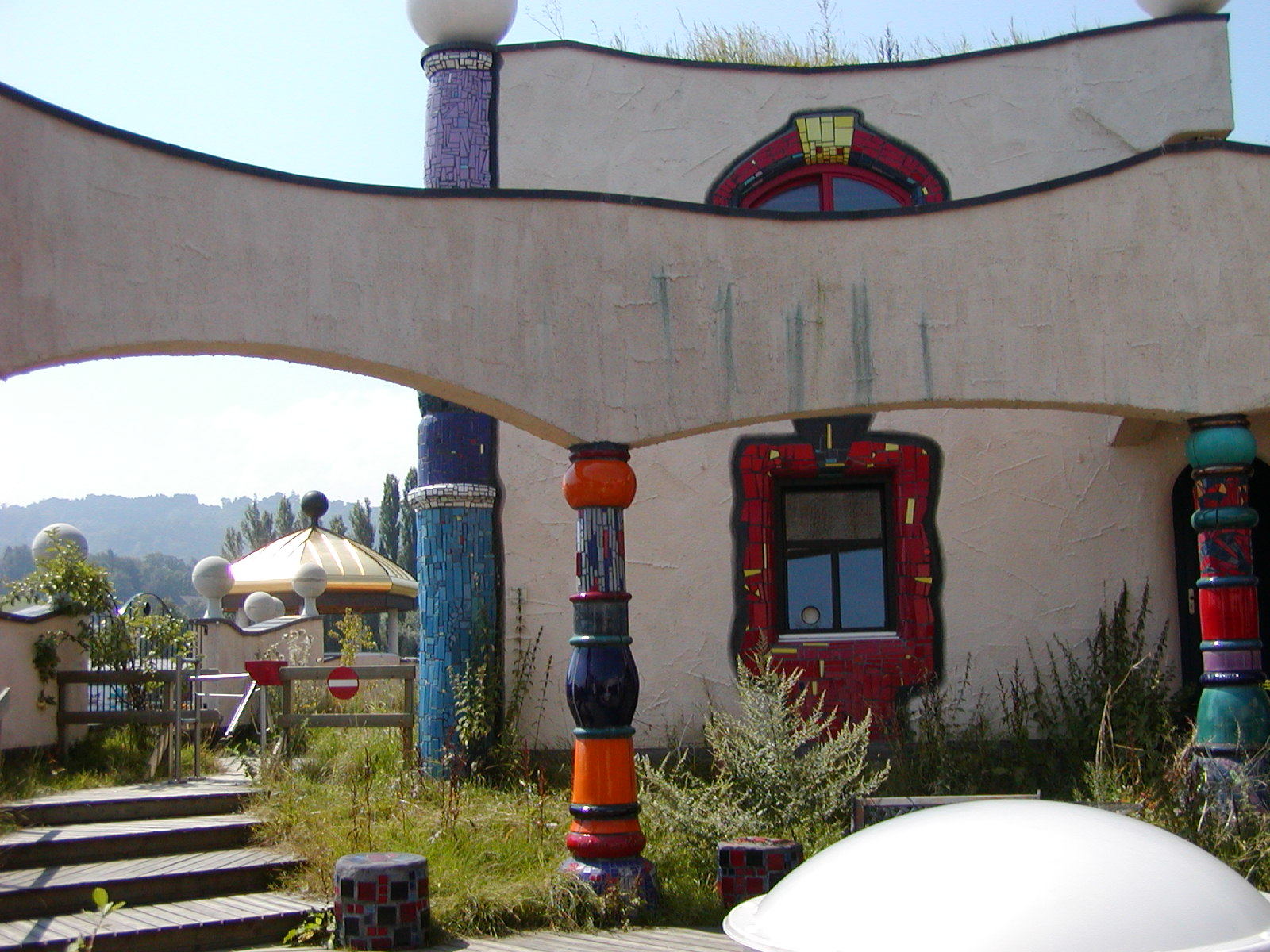
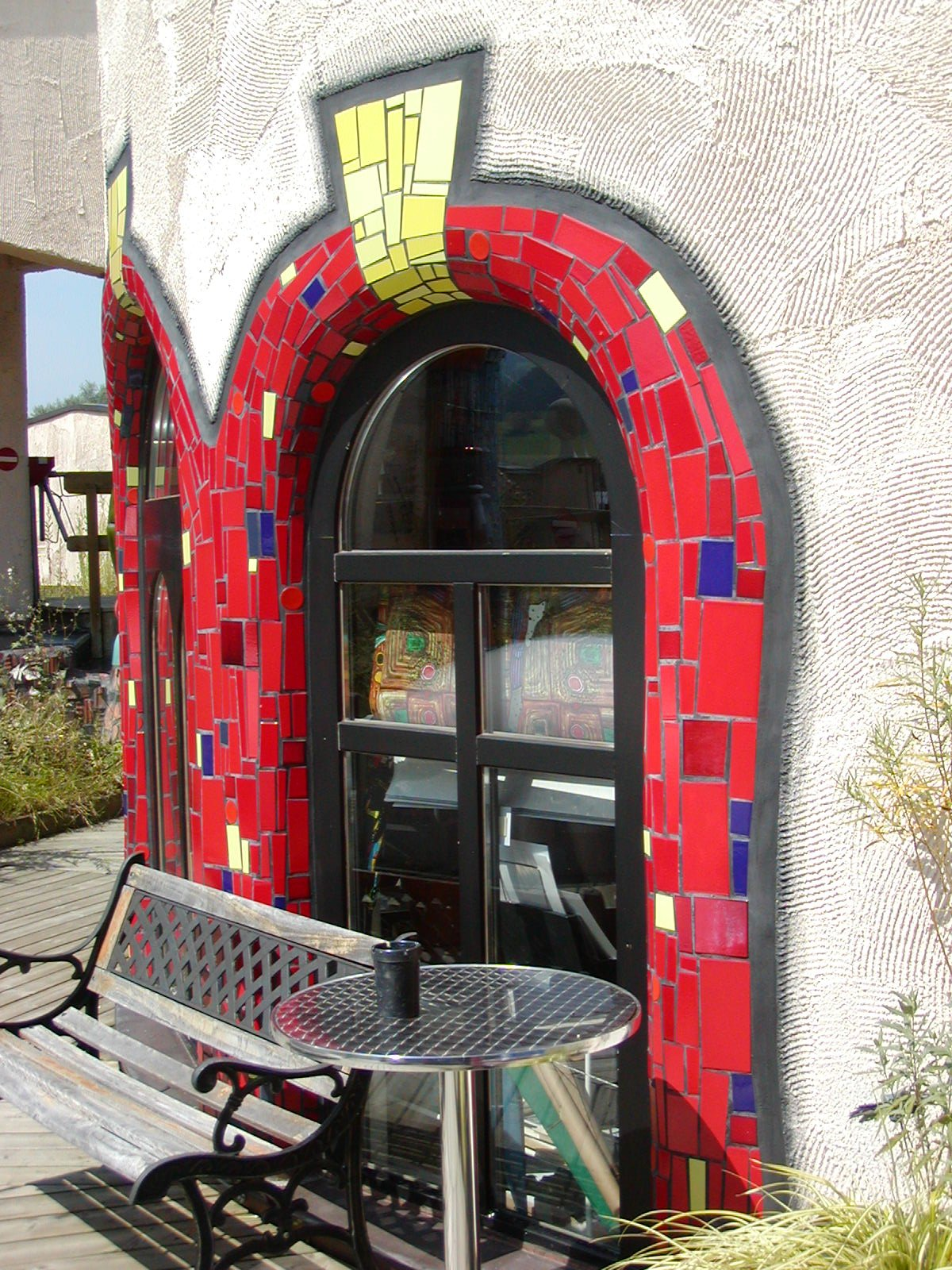
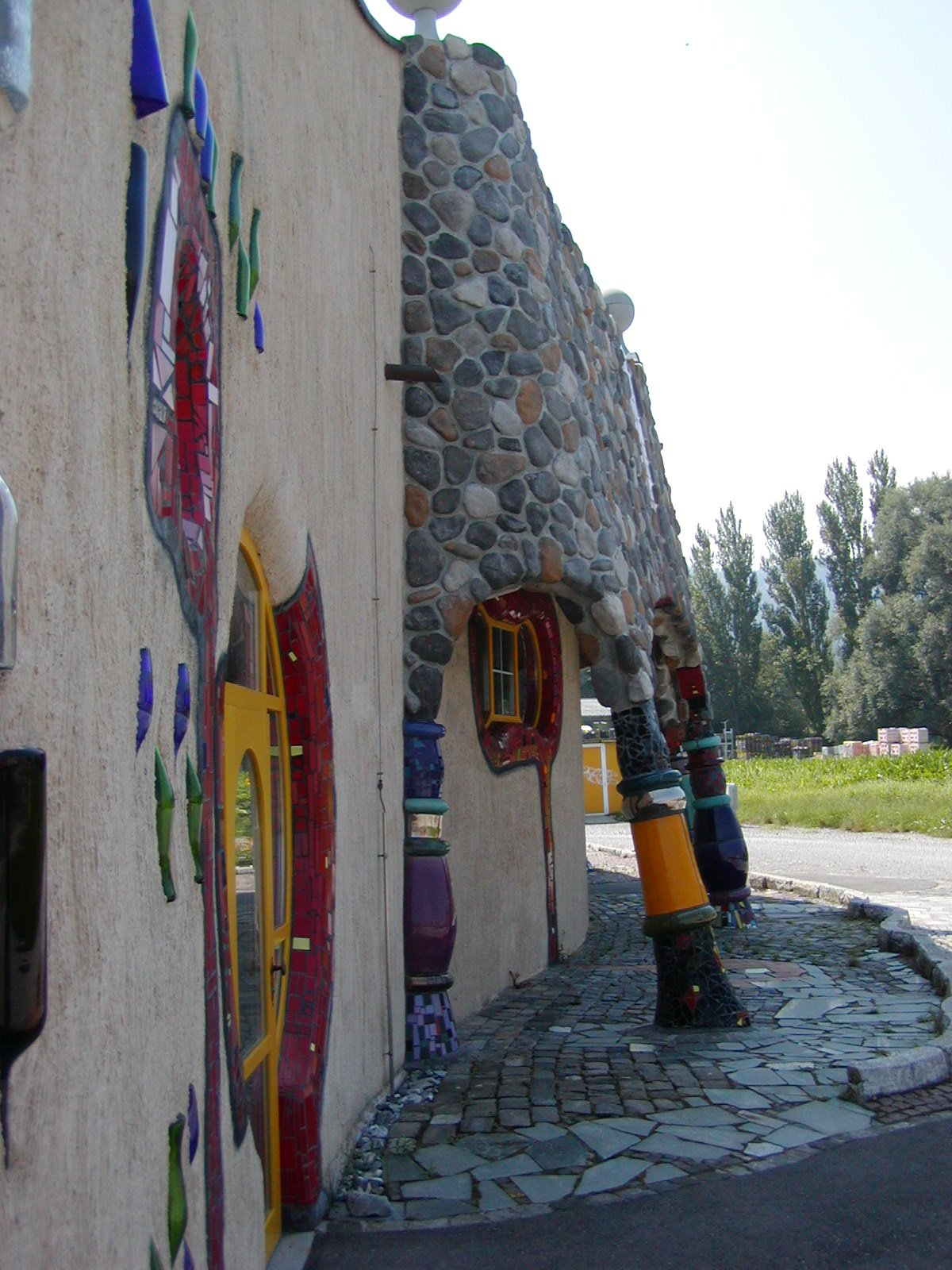
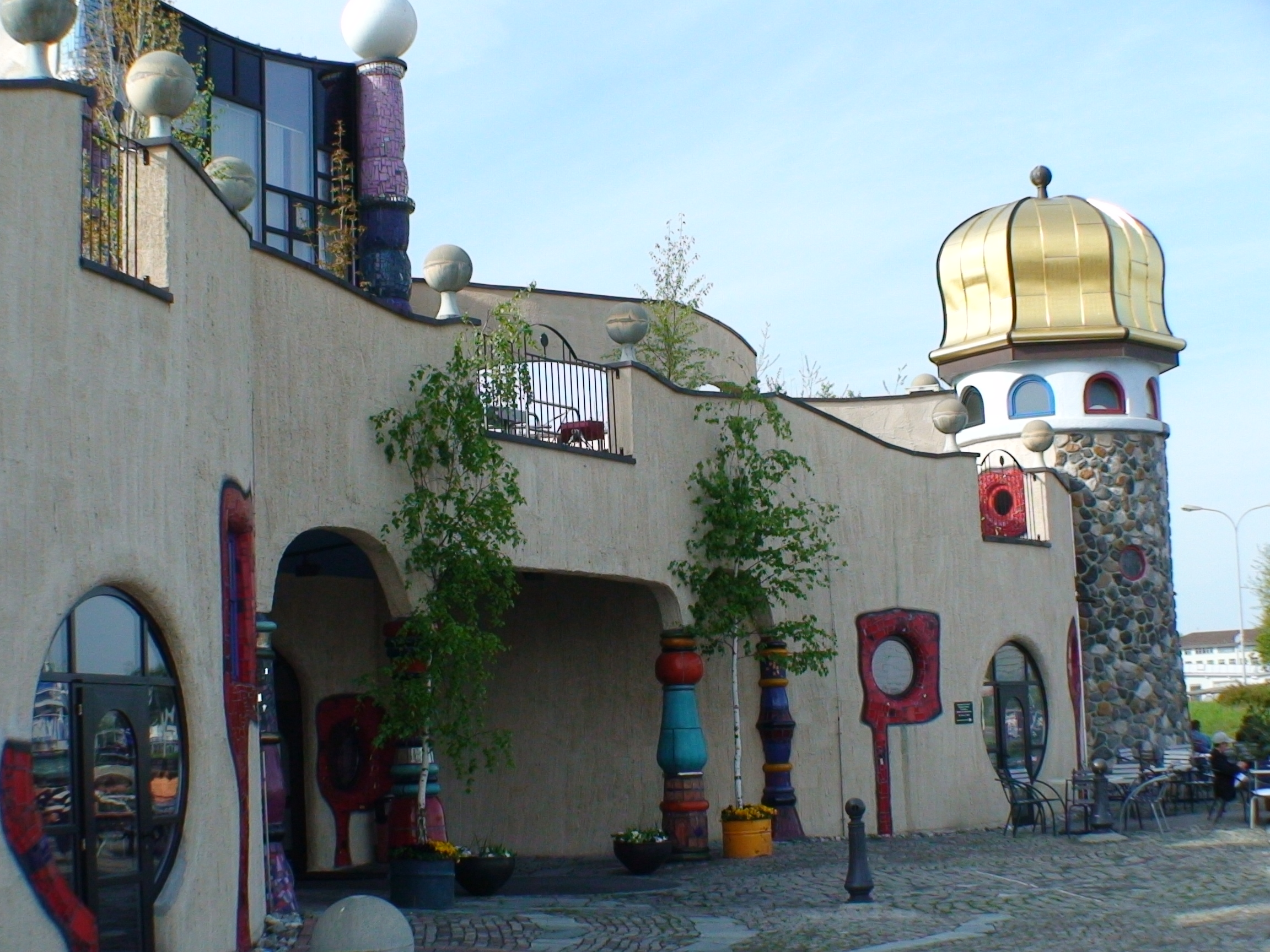
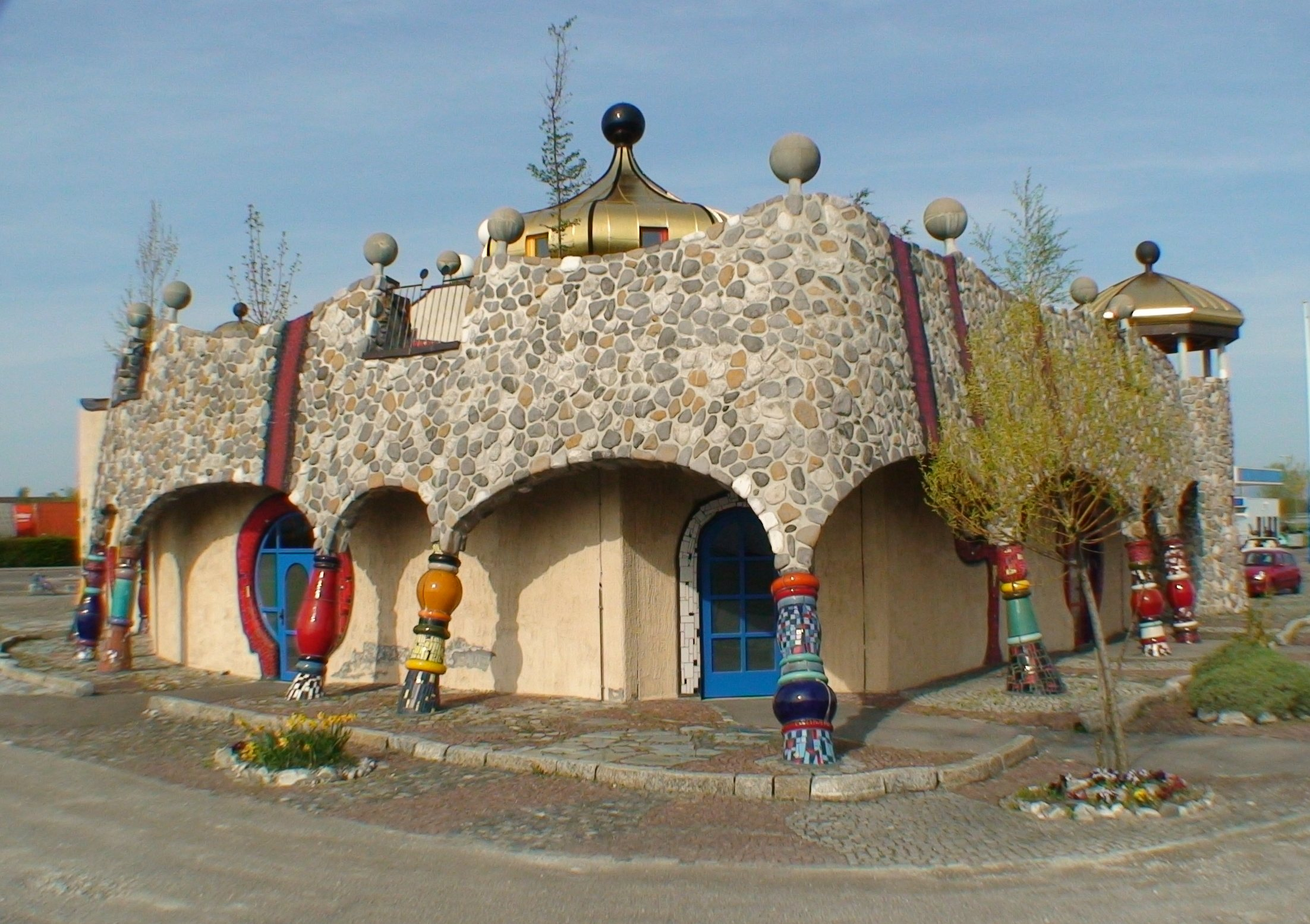
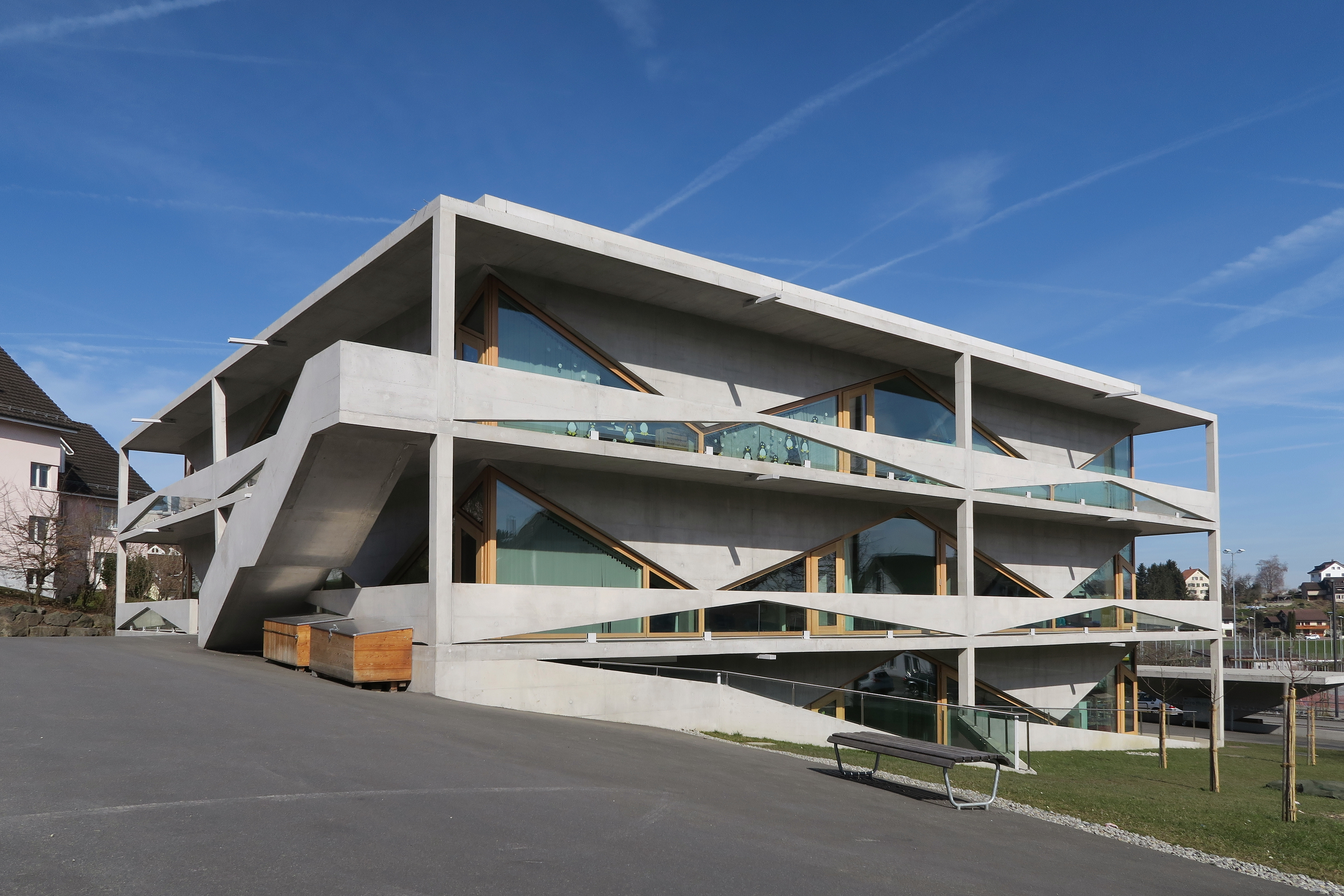

## Sport
Die 1992 gegründete Damenabteilung des FC Staad gehörte zu den besten Frauenfussballmannschaften der Schweiz. 2017 erfolgte die Fusion zum FC St. Gallen-Staad, welcher 2022 in FC St. Gallen Frauen umbenannt wurde. Die Frauen des FC Staad spielen heute in der 1. Liga.